# モンコノサウルス
モンコノサウルス（学名 : Monkonosaurus、「モンコンのトカゲ」の意）は、チベットの後期ジュラ紀から前期白亜紀の層であるLoe-ein Formation（または前期白亜紀のLura Formation）から発見された、剣竜類の恐竜の疑問名の属。モンコノサウルスの生息年代をオックスフォーディアンからアルビアン、つまり約1億6300万年前から1億5210万年前頃とする文献もあるが、おそらくは後期ジュラ紀（1億6300万年前から1億5210万±90万年前）にのみ生息していたと考えられており、チュンキンゴサウルスやバシャノサウルスとともに最古の剣竜類の一つとなっている。

## 発見と命名
モンコノサウルスは1986年に趙喜進によって記載された。属名は、"モンコ"としても知られるマルカム県を指す。趙は当時、定義も種小名も与えなかったため、この名は裸名のままであった。種小名は、1986年にタイプ種であるモンコノサウルス・ロウラカス（Monkonosaurus lawulacus）の命名時に記述されたものであり、拉烏山、つまり拉烏山脈が由来となっている。趙以降の最初の記載は、1990年に董枝明によってなされた。
ホロタイプ IVPP V 6975 は、おそらく後期ジュラ紀のLoe-ein Formation、あるいは、前期白亜紀のLura Formationから発見された。頭蓋骨を欠いた部分骨格から構成されている。骨盤と仙骨、2個の椎骨、および3個のプレートが含まれている。この単一の骨格が断片的な状態であることから、モンコノサウルスの有効性に疑問が生じており、モンコノサウルスは疑問名であると結論づける研究者もいる。

## 概要
モンコノサウルスの成体は全長が約5メートルあった。腸骨の長さは905ミリメートルであった。仙骨は5個の仙椎からなる。

## 分類
Zhao (1983) は、モンコノサウルスを現在は廃止されたOligosacralosauroidea上科に分類した。後の研究者らは、モンコノサウルスを不確かなステゴサウルス科の一員とみなした。